# Rhus microphylla
Rhus microphylla (Agritos, agrillo, correosa ó limilla) es una especie de planta fanerógama perteneciente a la familia Anacardiaceae, nativa de Norteamérica, en el sudoeste de los Estados Unidos y centro y norte de México.

## Descripción
Es un arbusto ramificado que alcanza un tamaño de 1 a 2 m de altura, raramente un arbolito. Las ramas tienden a terminar en espinas, Las hojas son compuestas, alternas y caducifolias con 5 a 9 foliolos sésiles. Florece antes de que aparezcan las hojas en una inflorescencia de 5 cm con muchas florecillas. Es fruto torna a rojo cuando madura.

## Propiedades
En el estado de Chihuahua se ha usado para el tratamiento de la leucemia.

## Taxonomía
Rhus microphylla fue descrita por George Engelmann y publicado en Smithsonian Contributions to Knowledge 3(5): 31. 1852.
Etimología
Rhus: nombre genérico que deriva de la palabra griega para "rojo", una alusión a los llamativos colores de otoño de algunas especies.
microphylla: epíteto latino que significa "con hojas pequeñas".